# Lowell (Oregon)
Lowell è una città degli Stati Uniti d'America situata nell'Oregon, nella Contea di Lane.